# Saint-Dizier-les-Domaines
Saint-Dizier-les-Domaines è un comune francese di 195 abitanti situato nel dipartimento della Creuse nella regione della Nuova Aquitania.

## Società

### Evoluzione demografica
Abitanti censiti